# 篠原けんじ
篠原 けんじ（しのはら けんじ、1986年7月11日 - ）は、日本の政治家、Youtuber、元お笑いタレント。北九州市議会議員。本名は篠原 研治（読み同じ）。
お笑いユニット「天神パラダイス」のメンバーとしても活動。2015年2月に芸能事務所エレガントプロモーションとの契約を満了とし、その後はフリーランスとして活動していた。「シノケン」名義で出演する場合もあり。

## 来歴
福岡県北九州市出身。北九州市立花尾中学校、福岡県立若松商業高等学校、九州産業大学卒業。特技はハンマー投（高校時代は陸上競技部に所属、福岡県大会8位の実績を持つ）。
2021年1月31日投開票の北九州市議会議員選挙（小倉北区選挙区）に日本維新の会公認で立候補し初当選した。

## 芸風
- 一発ギャグのレパートリーは213個以上ある（しかし現在ではほとんど覚えていないとのことで、披露することに対して消極的）。
- ピンネタでは「ハピネスしのはら」というキャラクターで、決めフレーズ「ハピネス!」を使いコントを繰り広げる。
- R-1ぐらんぷり2013では、「ハピネスしのはら」で2回戦進出。
- 『アサデス。KBC』では、リポーターとして出演。

## エピソード
- 九州お笑い団体「お笑い番長」の代表。
- お笑いコンビ「チューリップ組」としてテレビ西日本の深夜番組『ピィース!』の企画スカウトバトルで多数応募の中から決勝メンバーとして選ばれた。
- あまりにもJリーグギラヴァンツ北九州が好きすぎるがゆえに2019年4月21日には博多駅から東平尾公園博多の森球技場に行くよりもミクニワールドスタジアム北九州に行くほうが速く着くといった趣旨のツイートを発信している。
- 本名である「研治」という名前は、後の北九州市長である北橋健治が第38回衆議院議員総選挙で初当選した日から5日後に産まれたため「けんじ」と名付けられた。「研治」という漢字は篠原の父親が「将来、研究家か政治家になってほしい」という想いを込めて付けたと北九州市議会で語っている。

## 出演

### テレビ
- アサデス。KBC（九州朝日放送） - リポーター（月曜〜金曜、2013年4月 - 2020年7月）
- 週刊山崎くん（熊本放送） - リポーター（毎週水曜、2015年4月 - ）
- ギラヴァンツ北九州熱烈応援番組ギラ☆Channel（J:COM） - メインMC（2015年4月〜2020年3月）
- アサデス。九州・山口（九州朝日放送） - ナレーション（2015年4月 - ）
- 逃走中（フジテレビ）
- ドォーモ（九州朝日放送）
- ピィース!（テレビ西日本）
- ちかっぱ!（テレビ西日本）
- ナチコラル学園（福岡放送）
- RKKワイド夕方いちばん（熊本放送） - 「おすすめ旅&グルメ」リポーター（毎週金曜、2013年4月 - ）
- 2015火の国グラウンドゴルフフェスティバル（テレビ熊本） - リポーター
- Today of 北九州（シノケンの街かど1カメSHOW）（J:COM）
- シノケンのぶらり街道珍道中（J:COM）
- 他力本願!36時間出たとこツアー!（J:COM）

### ラジオ
- ハカタカランキン!（FM FUKUOKA） - パーソナリティ（毎週金曜、2015年4月〜2020年3月）

### CM
- ベスト電器
- P-ZONE